# Pejelagartero 1.ª Sección (Los Pinos)
Pejelagartero 1.ª Sección (Los Pinos) es una localidad del municipio de Huimanguillo ubicado en la subregión de la Chontalpa del estado mexicano de Tabasco.

## Geografía
La localidad de Pejelagartero 1.ª Sección (Los Pinos) se sitúa en las coordenadas geográficas 18°03′06″N 93°47′34″O / 18.051667, -93.792778, a una elevación de 4 metros sobre el nivel del mar.

## Demografía
Según el Conteo de Población y Vivienda 2020, efectuado por el Instituto Nacional de Estadística y Geografía, la localidad de Pejelagartero 1.ª Sección (Los Pinos) tiene 1,062 habitantes, de los cuales 499 son del sexo masculino y 563 del sexo femenino. Su tasa de fecundidad es de 2.93 hijos por mujer y tiene 299 viviendas particulares habitadas.
| Gráfica de evolución demográfica de Pejelagartero 1.ª Sección (Los Pinos) entre 1990 y 2020 |
|                                                                                             |
| INEGI.                                                                                      |